# Joseph de La Porte
Pour les articles homonymes, voir La Porte.
Joseph de La Porte, baptisé le 19 janvier 1714 à Belfort et mort le 19 décembre 1779 à Paris, est un religieux, critique littéraire, poète et dramaturge français.

## Biographie
L’abbé de La Porte est le dernier fils de Jean Pierre de La Porte et Marie Anne Chardoillet. Il est l'oncle de François Sébastien Christophe Laporte.
Il a débuté dans le monde littéraire par la poésie avec une Pastorale sur le mariage du prince de Soubise, publiée en 1741, et très louée par la compagnie de Jésus, chez qui il demeurera 15 ans. Ensuite, sa comédie de l’Antiquaire, parue à Paris, en 1750, et qui n’a pu être jouée sur aucun théâtre de la capitale, l’a conduit à abandonner ce genre. Fréron l'a employé pendant le temps qu’ont paru les 40 premières feuilles de l'Année littéraire. Momentanément brouillé avec ce dernier, il a commencé à publier, en 1749, des Observations sur la littérature moderne, 9 vol., in-12 où il s’appliquait à contredire Fréron. En 1758, il sort l'Observateur littéraire, dont Voltaire, implacable ennemi de Fréron, a parlé comme d’« un chef-d’œuvre en son genre », périodique dont la première feuille, pour l’année 1761, contenait un article sur l’Année littéraire, journal où il voyait « un dessein formé de censurer, d’avilir, de décrier les chefs-d’œuvre, et nos écrivains les plus célèbres placés au-dessous des plus obscurs littérateurs. »
Son premier écrit fut le Voyage au séjour des ombres ou Nouvelles littéraires de celui-ci, ouvrage de critique qui a eu quelque succès. Son gout pour la critique n’a pas empêché cet auteur prolifique de rédiger également un très grand nombre d’ouvrages et de compilations.
Les traits de l’abbé de La Porte sont immortalisés par Carmontelle et le portrait brossé par Claude Pougin de Saint-Aubin et par la gravure qu'en interprète François Robert Ingouf.

## Publications
- Almanach chinois, ou Coup d’œil curieux sur la religion, les sciences, les arts, le commerce, les mœurs et les usages de l’Empire de la Chine, Pékin ; et Paris, Duchesne, [s. d.]
- Almanach du Parnasse, Paris, Flahaut et Vve Pissot, 1727-1728.
- Anecdotes dramatiques, Paris, Veuve Duchesne, 1775 ; réimp. Genève, Slatkine, 1971.
- Description des tableaux [-Description des ouvrages de sculpture] exposés au salon du Louvre, avec des remarques par une société d’amateurs, Paris, Mercure de France, 1763.
- Dictionnaire dramatique, contenant l’histoire des théâtres, les règles du genre dramatique, les observations des maîtres les plus célèbres et des réflexions nouvelles sur les spectacles, Paris, Lacombe, 1776.
- Du Mahométisme, ou de la Vie, de la religion et de la politique de Mahomet et de ses sectateurs, [s. l. n. d.].
- École de littérature, tirée de nos meilleurs écrivains, Paris, Babuty fils, 1767.
- Esprit de Bourdaloue, tiré de ses sermons et de ses pensées, Paris, C.-J.B. Bauche, 1762.
- Esprit, maximes et principes de Jean-Jacques Rousseau, Neuchâtel, Libraires associés, 1764.
- Histoire littéraire des femmes françoises, ou Lettres historiques et critiques contenant un précis de la vie et une analyse raisonnée des ouvrages des femmes qui se sont distinguées dans la littérature françoise, avec l’abbé Jean-François de La Croix de Compiègne, Paris, Lacombe, 1769.
- L’Antiquaire, comédie en 3 actes (1751), Paris, A. Aubry, 1870.
- La France littéraire, contenant les noms et les ouvrages des gens de lettres, des sçavans et des artistes célèbres françois... pour l’année 1758, Paris, Duchesne, 1758.
- La Revue des feuilles de M. Fréron... lettres à Mme de ***, 1re partie. Analyse de quelques bons ouvrages philosophiques, précédée de réflexions sur la critique. 2e partie de la « Revue des feuilles de M. Fréron », Londres, 1756.
- Le Portefeuille d’un homme de goût, ou l’Esprit de nos meilleurs poëtes, Amsterdam ; Paris, Vincent, 1765.
- L’Esprit de l’Encyclopédie ou Choix des articles les plus curieux, les plus agréables, les plus piquants, les plus philosophiques de ce grand dictionnaire, Genève, Briasson, 1769.
- L’Esprit des monarques philosophes : Marc-Aurèle, Julien, Stanislas et Frédéric, Amsterdam, Vincent, 1764.
- Observations sur l’Esprit des loix, ou L’art de lire ce livre, de l’entendre et d’en juger, Amsterdam, Pierre Mortier, 1751.
- Observations sur la littérature moderne, Paris, Duchesne, 1752.
- Recueil de poësies nouvelles, Londres [i.e. Paris?], 1751.
- Ressource contre l’ennui, ou l’Art de briller dans les conversations, La Haye ; Paris, Vve Duchesne, 1766.
- Suite du voyage au séjour des ombres. À Madame D***, La Haye, 1749.
- Tableau de l’Empire ottoman, Paris, Duchesne, 1757.
- Voyage au séjour des ombres, Paris, 1749.
- Le Voyageur françois : ou la Connaissance de l’Ancien et le Nouveau Monde, Paris, Moutard, 1765-1795 [t. IX] [t. XI].« Compilation assez bien écrite, mais justement décriée à cause de son inexactitude. La continuation ne vaut pas les 28 premiers volumes. » Brunet, Manuel du libraire et de l’amateur de livres, vol. 3, p. 836.